# Amejjaou
Amejjaou (franska: Amejjaou (CR), Amejjaou (Commune Rurale), arabiska: أيت مايت) är en kommun i Marocko.   Den ligger i provinsen Driouch och regionen Oriental, 300 km öster om huvudstaden Rabat. Antalet invånare är 5 977.